# Bösdorf, Börde
Bösdorf (Landkreis Börde) este o comună din landul Saxonia-Anhalt, Germania.
1. ↑  GeoNames